# Тюменская синагога
Тюменская синагога — находится в Тюмени на улице Кирова в Калининском районе города.

## История
История тюменской синагоги началась в 1911 году, когда стараниями ялуторовского раввина Айзенштадта в Тюмени на Войновской улице было заложено здание синагоги. Строительство финансировалось местной еврейской общиной. 26 августа 1912 года состоялось торжественное открытие синагоги.
В 1930 году здание синагоги было изъято властями у еврейской общины и использовалось как общежитие, библиотека, склад, музыкальная школа, филиал филармонии, филиал «Союзаттракциона», областная контора кинопроката. К 1980-м годам оно пришло в полуразрушенное состояние, лишилось окон и крыши, требовало серьёзного ремонта. В таком виде здание было передано еврейской религиозной организации «Мадрегот» («Ступени») 3 февраля 1993 года.
В 1997 году синагога начала возрождаться. В декабре 2001 года здание, признанное памятником архитектуры, было восстановлено. Автором проекта выступил архитектор Геннадий Бордаков. Реставрация здания проводилась фирмой «Автостройтранс», работы финансировались обществом еврейской культуры «Авив» и еврейской общиной «Мадрегот». На восстановительные работы губернатором Тюменской области Сергеем Собяниным были также перечислены средства из областного бюджета.
Раввином восстановленной синагоги стал Игорь Евгеньевич Варкин.
С 2010 по 2016 год в синагоге проводились межконфессиональные музыкальные фестивали с участием мусульманской, иудейской и христианской общин Тюмени.
В синагоге был открыт небольшой музей, связанный с историей еврейской диаспоры Тюмени.